# Канејдијан Лејкс (Мичиген)
Канејдијан Лејкс (енгл. Canadian Lakes) насељено је место без административног статуса у америчкој савезној држави Мичиген.

## Демографија
По попису из 2010. године број становника је 2.756, што је 834 (43,4%) становника више него 2000. године.
| Група             | 2000.         | 2010.         |
| Белци             | 1.870 (97,3%) | 2.656 (96,4%) |
| Афроамериканци    | 10 (0,5%)     | 21 (0,8%)     |
| Азијати           | 4 (0,2%)      | 10 (0,4%)     |
| Хиспаноамериканци | 14 (0,7%)     | 34 (1,2%)     |
| Укупно            | 1.922         | 2.756         |